# سیارک ۳۵۴۰

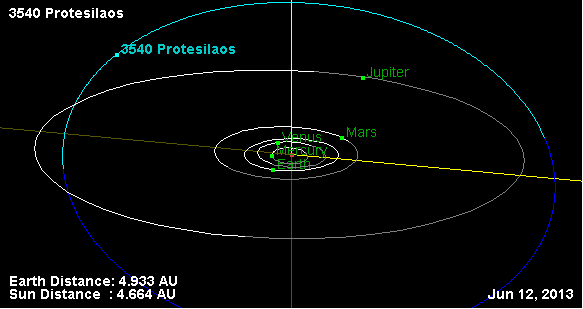
نمایی از محل قرارگیری سیارک ۳۵۴۰ در مدار – ۲۰۱۳

سیارک ۳۵۴۰ (به انگلیسی: 3540 Protesilaos، نامگذاری:1973UF5) سه هزار و پانصد و چهلمین سیارک کشف شده‌است که در ۲۷ اکتبر ۱۹۷۳ کشف شد.
قدر مطلق سیارک برابر ۹٫۰۰ است.